# جايوني
جايوني؛ ( (بالفرنسية: Jaillons)‏، هي كومونا (بلدة) تقع في مدينة تورينو الحضرية في المنطقة الإيطالية بيدمونت، وتبعد حوالي 60 كيلومتر (37 ميل) غرب تورينو، على الحدود مع فرنسا.
تشارك جايوني حدود البلديات التالية: برامانس (فرنسا)، وشيومونتي، وإكسيليس، وغرافير، ومومبانتيرو، وسوزا، وفيناوس. فهي موطن لبقايا قلعة صغيرة وكنيسة صغيرة تضم لوحات جدارية من القرن الخامس عشر.

## المدن التوأم - المدن الشقيقة
توأمت جايوني مع:
- بارمانس, فرنسا (2010)

## روابط خارجية
- الموقع الرسمي